# Dalboredden

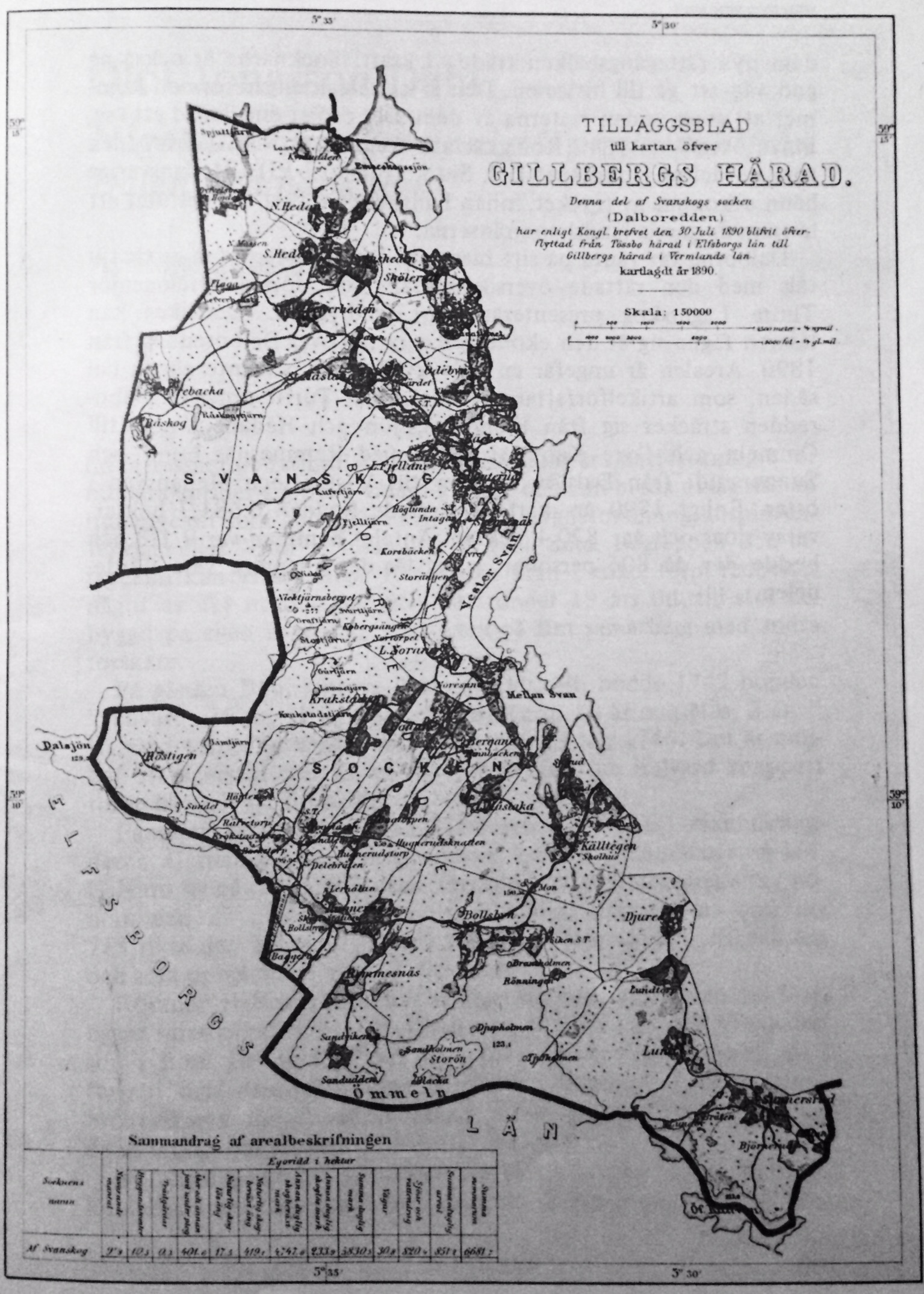
Karta från 1890 över södra Dalboredden, tillika västra delen av Svanskogs socken.

Dalboredden är den del av Värmlands län som ligger i landskapet Dalsland. 
Området utgör den nordligaste delen av Dalsland och Götaland, mellan sjöarna Övre Kalven och Ömmeln i söder, Västersvan och Mellansvan i öster, Dalsjön i väster  och Stora Bör i norr. 
På den lilla yta som Dalboredden utgör finns stora geologiska skillnader. I västra delen finns prekambriska, sedimentära bergarter tillhörande Dalformationen. I norr och öster finns arkaiska bergarter, som kroppefjällsgnejs och åmålsbergarter.  Dalboreddens högsta punkt är Gaterudsfjällen, 276 m ö.h.
Genom området passerar Pilgrimsleden, Europaväg 18 mellan Oslo och Karlstad och Svanskogsbanan med museijärnväg och dressintrafik. Strax norr om E18, vid stranden av Dalboreddens största sjö Stora Bör, ligger Dalslands och Götalands nordligaste campingplats, Camp Grinsbyn. Norr om denna camping finns Erstabruden - en fredad 300-årig tall.
Operasångerskan Gunnel Eklund är uppvuxen i trakten. En utställning från hennes rika musikaliska liv visades under en rad somrar, i Gamla skolan i Ödebyn. I närheten finns missionshuset Tabor där Eklund gick i söndagsskola som barn. 

## Namnet
Det äldsta skriftliga belägget för benämningen Dalboredden finns på en karta från 1808. 
Tidigare kallades området för Dalborumpan. Det äldsta kända belägget för det namnet är från 1587. 
Redd är ett gammalt dalsländskt uttryck för "sträcka" medan rumpa betyder "svans"(formigt bihang). 

## Historik
Denna trakt tillhörde ursprungligen Mo socken,  Edsleskogs pastorat, i norra Dalsland. På 1200-talet fick man en egen kyrka på Kyrkudden vid Ämmeskogssjön på Norra Hedanes mark och blev en egen församling: Ämmeskog i Svanskog och Ämmeskogs pastorat. Kyrkan övergavs under medeltiden och de kvarvarande ruinerna kallas Hedane kapell.
Här genomfördes 1954 utgrävningar ledda av Gilbert Svensson. Denne såg det för troligt att kyrkan fått sin betydelse i samband med de medeltida pilgrimsfärderna till Nidaros. "Först kan man ha uppfört ett härbärge för pilgrimerna, sedan ett kapell vilket senare blivit sockenkyrka och utvidgats åt väster och fått brädgolv"
Efter utgrävningarna reste man en minnessten och ett kors på platsen. Friluftsgudstjänster hålls ibland där.
1540 överfördes större delen av området, i kyrkligt hänseende, till Svanskogs socken och resten till Silleruds socken. Hela Dalboredden blev dock kvar i Tössbo härad och Älvsborgs län fram till 1815 då Stora Fjällane och ytterligare några hemman i den mindre, nordvästra delen överfördes till Nordmarks härad och Värmlands län.  I ett av de torp som var beläget i denna del av Dalboredden föddes år 1802 den blivande teologen och missionsivraren Peter Fjellstedt. Där finns idag Fjellstedtsplatsen, med resterna av husgrunden, klockstapel och kyrkbänkar. 

1915 restes en minnessten här. Sedan dess har man hållit friluftsgudstjänst där vid midsommar.
I slutet av 1800-talet genomfördes förenklingar av den svenska häradsindelningen, så att härads- och sockengränserna skulle följas åt. 1891 fördes därför resten av Dalboredden över till Gillbergs härad och Värmlands län. Därmed avslutades även den rätt märkliga ordningen att Svanskogs socken var uppdelad på två län.
Hela Dalboredden tillhör idag Värmlands län men landskapsgränsen har aldrig flyttats. Området är den enda del av landskapet Dalsland som inte ligger i Västra Götalands län. Huvuddelen av Dalboredden ligger nu i Säffle kommun (Svanskogs distrikt) medan den del som överfördes 1815 tillhör Årjängs kommun (Silleruds distrikt).

### Näringsliv
Historiskt har man på Dalboredden livnärt sig av jord- och skogsbruk. De många vattendragen har gett upphov till kvarnar i bland annat Bäcken, Hugnerud, Lund och Ödebyn. Sågar har funnits i Bäcken och Kroppan. I Ödebyn har det funnits ett tegelbruk.

## Demografi

### Befolkningsutveckling
| Befolkningsutvecklingen på södra Dalboredden 1867–1890      | Befolkningsutvecklingen på södra Dalboredden 1867–1890 | Befolkningsutvecklingen på södra Dalboredden 1867–1890 | Befolkningsutvecklingen på södra Dalboredden 1867–1890 | Befolkningsutvecklingen på södra Dalboredden 1867–1890 |
| ----------------------------------------------------------- | ------------------------------------------------------ | ------------------------------------------------------ | ------------------------------------------------------ | ------------------------------------------------------ |
|                                                             |                                                        |                                                        |                                                        |                                                        |
| År                                                          |                                                        |                                                        | Invånare                                               |                                                        |
| 1867                                                        | 1867                                                   |                                                        | 859                                                    | 859                                                    |
| 1868                                                        | 1868                                                   |                                                        | 870                                                    | 870                                                    |
| 1869                                                        | 1869                                                   |                                                        | 866                                                    | 866                                                    |
| 1870                                                        | 1870                                                   |                                                        | 883                                                    | 883                                                    |
| 1871                                                        | 1871                                                   |                                                        | 887                                                    | 887                                                    |
| 1872                                                        | 1872                                                   |                                                        | 902                                                    | 902                                                    |
| 1873                                                        | 1873                                                   |                                                        | 913                                                    | 913                                                    |
| 1874                                                        | 1874                                                   |                                                        | 917                                                    | 917                                                    |
| 1875                                                        | 1875                                                   |                                                        | 895                                                    | 895                                                    |
| 1877                                                        | 1877                                                   |                                                        | 876                                                    | 876                                                    |
| 1880                                                        | 1880                                                   |                                                        | 837                                                    | 837                                                    |
| 1883                                                        | 1883                                                   |                                                        | 809                                                    | 809                                                    |
| 1885                                                        | 1885                                                   |                                                        | 788                                                    | 788                                                    |
| 1886                                                        | 1886                                                   |                                                        | 786                                                    | 786                                                    |
| 1887                                                        | 1887                                                   |                                                        | 779                                                    | 779                                                    |
| 1888                                                        | 1888                                                   |                                                        | 766                                                    | 766                                                    |
| 1889                                                        | 1889                                                   |                                                        | 753                                                    | 753                                                    |
| 1890                                                        | 1890                                                   |                                                        | 719                                                    | 719                                                    |
| Källa: Svanskog husförhörslängd 1891-1899 (AI:24), bild 90. |                                                        |                                                        |                                                        |                                                        |

## Hemman
Följande historiska hemman låg på Dalboredden:

### Sillerud
- Grinsbyn
- Humletorp
- Sandtegen
- St Fjällane
- St Norane

### Svanskog
- Bergane
- Bodane
- Bollsbyn
- Byn
- Bäcken
- Djurud
- Finntorpet
- Gaterud
- Hognerud
- Krakstad
- Källtegen
- Leverheden
- L Fjällane
- L Norane
- Lund
- Mosstakan
- Myrebacka
- N Hedane
- Remmesnäs
- Råskog
- Röstegen
- Skeppenäs
- Skålerud
- Sunnersrud
- Svensheden
- S Hedane
- Yttre Hedane
- Ödebyn